# غينس (نيويورك)
See Africa
غينس (بالإنجليزية: Gaines, New York) هي بلدة أمريكية تقع في الولايات المتحدة في مقاطعة أورلينز، نيويورك. يقدر عدد سكانها بـ 3,378 نسمة ومساحتها 89.2 كم2 وترتفع عن سطح البحر 131 متر.